# Клай
Клай (пол. Kłaj) — село в Польщі, у гміні Клай Велицького повіту Малопольського воєводства.
Населення — 3362 особи (2011).

## Демографія
Демографічна структура станом на 31 березня 2011 року:
|          | Загалом | Допрацездатний вік | Працездатний вік | Постпрацездатний вік |
| -------- | ------- | ------------------ | ---------------- | -------------------- |
| Чоловіки | 1653    | 382                | 1133             | 138                  |
| Жінки    | 1709    | 329                | 1062             | 318                  |
| Разом    | 3362    | 711                | 2195             | 456                  |